# Lipotriches aureotecta
Lipotriches aureotecta är en biart som först beskrevs av Cockerell 1931.  Lipotriches aureotecta ingår i släktet Lipotriches och familjen vägbin. Inga underarter finns listade i Catalogue of Life.